# Wojbor
Wojbor – imię słowiańskie złożone z dwóch członów: woj - wojownik i bor - walka. Może to oznaczać: walka wojownika, wojownik waleczny itd.
Wojbor imieniny obchodzi w dniu: 13 sierpnia

## Znane osoby noszące to imię
- Wojbor A. Woyczyński – matematyk

## Podobne imiona słowiańskie
Włościbor, Wrociwoj, Wojsław, Wrocisław, Wolimir, Wojciech, Włościbor, Ścibor (Czcibor), Wolebor, Sambor, Racibor itd.